# Mesofil·le

Tipus de teixits en la secció transversal d'una fulla: 1) Cutícula 2) Epidermis superior 3) Mesofil·le en palissada 4) Mesofil·le esponjós 5) Epidermis inferior 6) estoma 7) Cèl·lules oclusives 8) Xilema 9) Floema 10) Feix conductor

El mesofil·le (del grec: amb el significat de part del mig de la fulla) és el teixit (parènquima) de les fulles comprès entre l'epidermis superior i l'epidermis inferior. La distribució cel·lular i dels pigments en aquest teixit és variable.

## Tipus de mesofil·le
D'acord amb la forma en què es disposen els parènquimes, el mesofil·le pot ser:
- Unifacial: La distribució del parènquima clorofil·lià és la mateixa en les dues cares de la fulla. Les fulles joves presenten també parènquima incolor al mig. És propi de les Liliopsides C3.
- Bifacials: Presenta dos tipus de parènquima clorofil·lià: un conformat per cèl·lules rodones i un altre en palissada. És propi del grup Magnoliopsida.
- Equifacial: Present sobretot en Magnoliopsida xeròfil. Hi ha una capa de parènquima incolor entre les capes de parènquima clorofil·lià.
- Radial: Presenta esclerènquima i un teixit de transfusió la funció del qual és la de permetre el pas de l'aigua cap als teixits conductors.